# Заборовский, Илья Алексеевич
Илья Алексеевич Заборовский (1831—1901) — русский медик, главный врач Московского военного госпиталя.

## Биография
Родился 13 (25) июня 1831 года, происходил из обер-офицерских детей.
В 1849 году окончил 1-ю Московскую гимназию, в 1854 году — медицинский факультет Московского университета лекарем. В 1858 году был произведён в титулярные советники, в 1870 году — в статские советники, в 1882 году — в действительные статские советники. Был награждён орденами Св. Владимира 4-й (1874) и 3-й (1878) степеней и Св. Станислава 1-й ст. (1891).
В 1890 году был главным врачом Московского военного госпиталя. Вышел в отставку в июне 1894 года с чином тайного советника.
Был председателем Московского медико-филантропического общества.
Умер в Москве 15 (28) июня 1901 года. Был похоронен на кладбище Алексеевского женского монастыря вместе с супругой Натальей Павловной (ум. 25.02.1894) и умершей в 1870 году в пятилетнем возрасте дочерью Ольгой. У них родилось 8 дочерей и 2 сына; сын Алексей (1869 — после 1917) был женат на дочери Сергея Павловича Щепкина, Марии.